# Lissochlora smaragdina
Lissochlora smaragdina är en fjärilsart som beskrevs av Louis Beethoven Prout 1916. Lissochlora smaragdina ingår i släktet Lissochlora och familjen mätare. Inga underarter finns listade i Catalogue of Life.